# عبد الرحمن الشومر
عبد الرحمن الشومر، ملحن ومغني سعودي ظهر في فترة الثمانيات والتسعينات الميلادية من خلال إنتاج البومات غنائية.

## الحياة الشخصية
من أهالي مدينة حائل ومواليد حي العطايف في الرياض، عاش الطفولة نشأ وعاش في حي الشميسي فترة من الزمن انتقل مع أسرته إلى الدمام ثم والقصيم.

## الحياة الفنية

### تعاونات
قدم الحاناً لكبار المطربين مثل الفنانة المصرية انغام في أغنية الشوق العجيب، والفنان السعودي خالد عبدالرحمن في العمل الوطني الشهير مسلم عربي سعودي، والتي نفذها خلال أزمة الخليج 1991م. بالإضافة إلى تأسيس العديد من المواهب الفنية من خلال مسك زمام الإنتاج في شركات فنية سعودية.

### البداية الفنية
انطلق عبد الرحمن الشومر من الدمام، وتأثر بأغاني المطربين الخليجين الكبار. وكانت بداية حياته الفنية في المرحلة المتوسطة حينما غنى في المدرسة الأغنية الأولى التي تأثر بها «الشوق مر وخذانا»، وبداية تعليم العزف مع زملاء الدراسة، وأول ألبوم أصدره مع شركة هتاف باسم «تاهت حروفك» من إنتاج الفنان الراحل سلامة العبدالله وتتالت النجاحات في أكثر من عشرة البومات فنية رسمية.

### المرحلة الفنية
عمل في شركة الأوتار الذهبية للإشراف على تنفيذ الأعمال الفنية وألبومات المطربين، توقف خلالها عن الإنتاج الخاص به كفنان وانشغل كملحن بتصعيد النجوم وإثراء الساحة الخليجية بالالحان، انتقل من الأغنية الشعبية البحتة إلى الاغنية الكلاسيكية والأحان العريضة والاغاني الموكبلهة.

### الترشيح في الجنادرية
رشحه الأمير الشاعر بدر عبد المحسن الفنان عبد الرحمن الشومر للمشاركة في نسخة مهرجان الجنادرية "وطن الشموس" وتم استبعاد مشاركته لأسباب تعود إلى تأخر ملحن الأوبريت.

### الرد على محمد عبده
قدم أغنية "رد الاماكن" على أغنية الاماكن لفنان العرب محمد عبده، والتي تردد في ادائها الفنان بنفس الروح والأداء وقدمها في ألبوم غنائي مستقل.